# Zakal
Zakal – wieś w Słowenii, w gminie Kamnik. W 2018 roku liczyła 52 mieszkańców.